# Nobelservisen

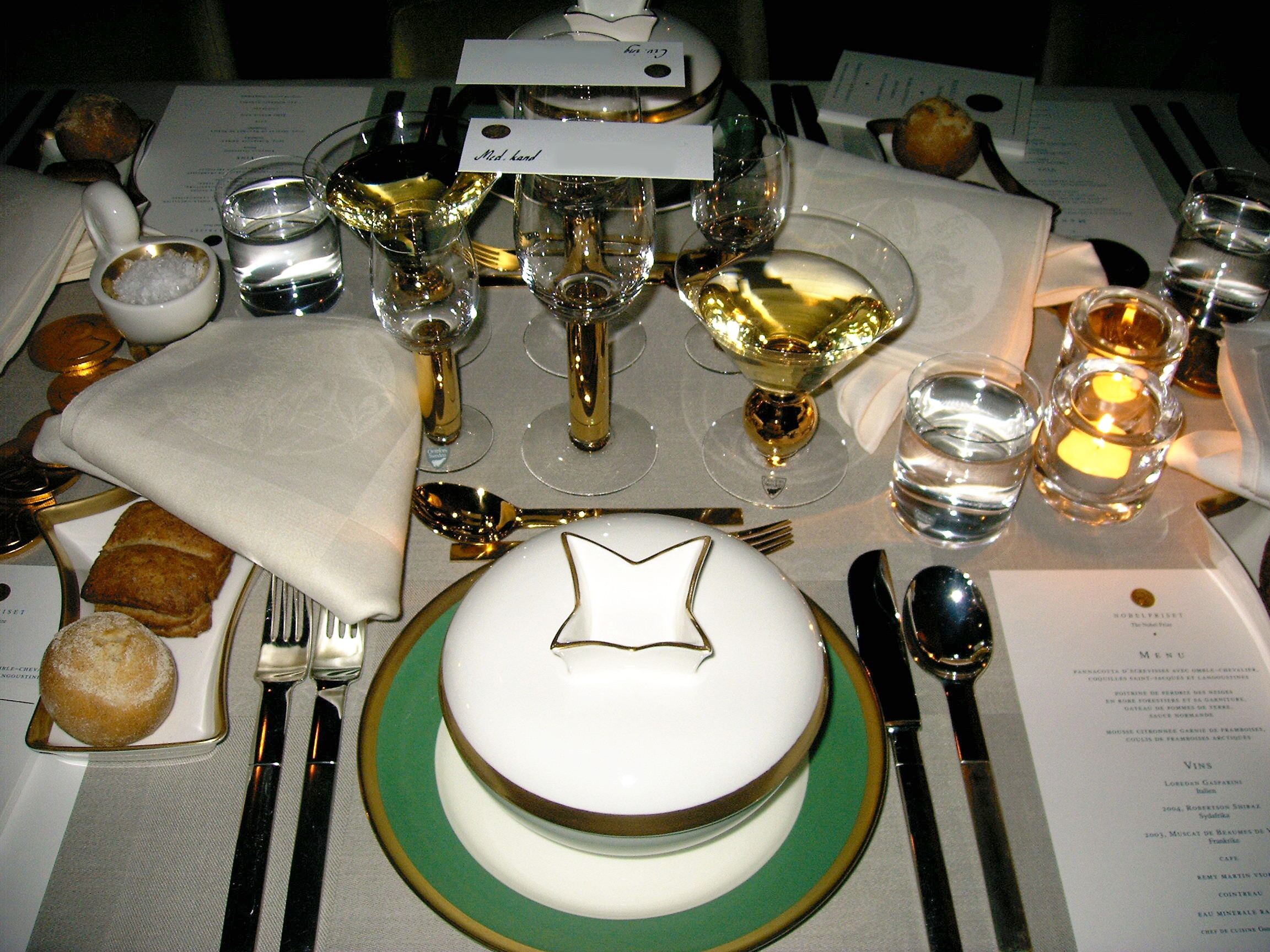
Nobelservisen på ett av studentborden på Nobelbanketten 2005

Nobelservisen är en festservis i skapad av Karin Björquist (porslin) och Gunnar Cyrén (dricksglas och bestick) till Nobelprisets 90-årsjubileum 1991 som används på Nobelbanketten. Servisen belönades med Utmärkt svensk form 1992. Färgerna är tänkta att symbolisera ”årstiderna, kontinenterna och de främsta av Nobelprisen”. 
Ett tjugotal modeller är i produktion (glas och bestick oräknade) som tillverkas idag av Rörstrand. Glaset tillverkas av Orrefors vid glasbruket i Kosta. Det är munblåst och handmålat av glasblåsare och målare sedan starten 1991. Dukarna och servetterna är vävda i lin av Klässbols linneväveri i Värmland och designade av Ingrid Dessau.
Nobelservisens porslin tillverkades av Gustavsbergs porslinsfabrik och Rörstrands porslinsfabrik som båda ingick i samma bolag. Gustavsberg ansvarade för porslinet och Rörstrand för dekoren. Servisen bär Rörstrands stämpel med tillägget att porslinet är tillverkat i Gustavsberg.